# Pierre Fitch
Pierre Fitch, de son vrai nom Pierre Viverais, né le 1er novembre 1981 à Cornwall (Ontario), est un acteur pornographique canadien spécialisé dans les films gays. Il est également producteur et DJ.

## Biographie

### Débuts
Pierre Fitch commence sa carrière dans l'industrie pornographique à l'âge de 18 ans, en envoyant des photos à des studios. Il obtient son premier contrat avec HM Boys, puis rejoint Falcon Studios, où il devient l'un des acteurs exclusifs. Il se fait connaître pour son apparence de « twink » (jeune homme au physique adolescent) et sa polyvalence dans les scènes tournées.

### Carrière
Après avoir quitté Falcon Studios, Fitch fonde sa propre société de production, Fitch Media, et lance son site internet personnel, PierreFitchOnline.com, où il diffuse ses propres vidéos. Il collabore également avec d'autres studios tels que VideoBoys Productions et Jocks Studios.
En parallèle de sa carrière d'acteur, Fitch se produit en tant que DJ dans des clubs au Canada, aux États-Unis et en Amérique latine.

### Vie privée
En 2005, Pierre Fitch annonce publiquement sa relation avec l'acteur Ralph Woods, affirmant s'être marié avec lui. Tous deux collaborent alors à la production de contenus pour le site internet de Fitch et apparaissent ensemble dans plusieurs vidéos. Toutefois, Fitch précisera par la suite que cette union n'avait aucun caractère officiel ni légal. Le 7 septembre 2007, il annonce leur séparation sur son blog personnel. Lors d'une entrevue accordée à Fab Magazine à l'automne 2008, Fitch confie que ce « mariage » relevait en réalité d'une opération de marketing.

## Filmographie
Au cours de sa carrière, Pierre Fitch a joué dans de nombreux films pornographiques, produits aussi bien par de grands studios que par sa propre société :
| Année | Titre                         | Studio                  | Rôle                 |
| ----- | ----------------------------- | ----------------------- | -------------------- |
| 2019  | Love and Lust In Montreal     | Falcon Studios          | Acteur               |
| 2019  | Pranksters 4                  | Men.com                 | Acteur               |
| 2019  | Raw Tow Service               | Bromo                   | Acteur               |
| 2018  | Bro Little Bro 2              | CockyBoys               | Acteur               |
| 2018  | Lumbersexuals                 | Men                     | Acteur               |
| 2018  | Snap!                         | Men                     | Acteur               |
| 2016  | Ain't Love Grand              | Colby Knox              | Acteur               |
| 2016  | Men Of Montreal 19            | Men of Montreal         | Acteur               |
| 2012  | Project GoGo Boy              | CockyBoys               | Acteur               |
| 2010  | Cuffed And Fucked             | Fitch Media             | Acteur et producteur |
| 2009  | Playin' with Pierre           | Fitch Media             | Acteur et producteur |
| 2009  | Pierre Fitch: Knockout        | VideoBoys Productions   | Acteur               |
| 2008  | Meet Pierre Fitch Forum       | Fitch Woods Media       | Acteur et producteur |
| 2008  | One Night With Pierre Fitch   | Fitch Woods Media       | Acteur et producteur |
| 2008  | Pierre Fitch Galleries        | -                       | Acteur et producteur |
| 2007  | Pierre Fitch Online           | -                       | Acteur et producteur |
| 2007  | Back Together                 | Fitch Woods Productions | Acteur et producteur |
| 2006  | Big Dick Club                 | Falcon Studios          | Acteur               |
| 2006  | Spokes III                    | Falcon Studios          | Acteur               |
| 2005  | Through the Woods             | Falcon Studios          | Acteur               |
| 2004  | Born 2 B Bad                  | Falcon Studios          | Acteur               |
| 2004  | Longshot                      | Jocks Studios           | Acteur               |
| 2003  | Pierre's After School Special | VideoBoys Productions   | Acteur               |

## Récompenses et nominations
- 2006 : Nommé au GayVN Awards du meilleur acteur[6]
- 2006 : Nommé au GayVN Awards pour la meilleure scène de sexe en duo[6]